# Саката, Ясуко
Ясуко Саката (яп. 坂田 靖子 Саката Ясуко) — мангака, входящая в «Постсоюз 24 года». Дебютировала на профессиональном поприще в 1975 году с мангой Saikon Kyousou Kyoku (яп. 再婚狂騒曲), выходившей в журнале для девушек Hana to Yume. По большей части рисует короткие истории.
В конце 1970-х и 1980-х годов рисовала додзинси в жанре «яой», придумав этот термин вместе с Акико Хацу. Одна из её додзинси, Loveri, была в числе первых работ, которые описывали как «яойные». Её наиболее известные произведения — Jikan wo Warerani, Yamiyo no Hon и Basil Shi no Yuuga na Seikatsu («Элегантная жизнь господина Безила») о жизни британского аристократа в XIX веке. За эту мангу Саката получила Гран-при фестиваля Japan Media Arts в 1997 году. Типичные сюжеты в работах Сакаты — традиционные японские сказки о призраках, научная фантастика, мистика, история европейских стран и Китая.

## Список работ
- Basil-shi no Yuuga na Seikatsu (バジル氏の優雅な生活)[6]
- Bel Diabolica (ベルデアボリカ), 2009
- Hedatari  (へだたり), 2011
- Issoppu Hentousen (イソップ扁桃腺)
- Miles Kyou Monogatari (マイルズ卿ものがたり), 1987
- Orange to Lemon (オレンジとレモン), 2011
- Raian no Musume (ライアンの娘), 2010
- Taputapu Diary (たぷたぷ だいあり)
- Teka Teka Island (てかてかアイランド), 1997
- Tenkafun (天花粉), 1986
- Umi ni Ikanai ka (海に行かないか)